# Hockey su ghiaccio ai XXIII Giochi olimpici invernali
Le gare di hockey su ghiaccio dei XXIII Giochi olimpici invernali si sono disputate in due sedi nel Parco Olimpico di Gangneung: lo stadio dell'hockey su ghiaccio di Gangneung, che può ospitare 10.000 spettatori, ha ospitato le gare del torneo maschile, mentre lo stadio dell'hockey su ghiaccio di Kwandong, con 6.000 posti a sedere, quelle del torneo femminile.
Dodici squadre si sono sfidate nel torneo maschile, con gare che si sono disputate dal 13 al 25 febbraio, e otto squadre nel torneo femminile, con gare che hanno avuto luogo dal 10 al 22 febbraio.

## Calendario
| RR | Girone | P | Play-off | QF | Quarti di finale | SF | Semifinali | B | Finale per il bronzo | F | Finale per l'oro |

| Febbraio 2018    | 10 | 11 | 12 | 13 | 14 | 15 | 16 | 17 | 18 | 19 | 20 | 21 | 22 | 23 | 24 | 24 |
| ---------------- | -- | -- | -- | -- | -- | -- | -- | -- | -- | -- | -- | -- | -- | -- | -- | -- |
| Torneo maschile  |    |    |    |    | RR | RR | RR | RR | RR |    | P  | QF |    | SF | B  | F  |
| Torneo femminile | RR | RR | RR | RR | RR | RR |    | QF |    | SF |    | B  | F  |    |    |    |

## Qualificazioni

### Torneo maschile
Al torneo maschile si sono qualificate di diritto le prime otto squadre del ranking IIHF, le altre tre sono uscite dai tre tornei di qualificazione, a loro volta preceduti da quattro tornei di prequalificazione. Tutte queste si aggiungono alla Corea del Sud, qualificata d'ufficio in quanto organizzatrice del torneo.

### Torneo femminile
Al torneo femminile si sono qualificate di diritto le prime cinque squadre del ranking IIHF, le altre due sono uscite dai due tornei di qualificazione, a loro volta preceduti da ter tornei di prequalificazione. Tutte queste si aggiungono alla Corea del Sud, qualificata d'ufficio in quanto organizzatrice del torneo.

## Squadre

### Torneo maschile
| Evento                        | Date                           | Luogo           | Posti | Qualificate                                                              |
| ----------------------------- | ------------------------------ | --------------- | ----- | ------------------------------------------------------------------------ |
| Paese ospitante               | 19 settembre 2014              |                 | 1     | Corea del Sud                                                            |
| Classifica mondiale IIHF 2015 | 2 aprile 2012 – 17 maggio 2015 | Praga e Ostrava | 8     | Finlandia Svezia Canada Russia Stati Uniti Rep. Ceca Svizzera Slovacchia |
| Qualificazione - Gruppo D     | 1–4 settembre 2016             | Minsk           | 1     | Slovenia                                                                 |
| Qualificazione - Gruppo E     | 1–4 settembre 2016             | Riga            | 1     | Germania                                                                 |
| Qualificazione - Gruppo F     | 1–4 settembre 2016             | Oslo            | 1     | Norvegia                                                                 |
| Totale                        |                                |                 | 12    |                                                                          |

### Torneo femminile
| Evento                        | Date                             | Luogo     | Posti | Qualificate                                |
| ----------------------------- | -------------------------------- | --------- | ----- | ------------------------------------------ |
| Paese ospitante               | 19 settembre 2014                |           | 1     | Corea del Sud                              |
| Classifica mondiale IIHF 2016 | 7 dicembre 2012 – 10 aprile 2016 | Kamloops  | 5     | Stati Uniti Canada Finlandia Russia Svezia |
| Qualificazione - Gruppo C     | 9–12 febbraio 2017               | Arosa     | 1     | Svizzera                                   |
| Qualificazione - Gruppo D     | 9–12 febbraio 2017               | Tomakomai | 1     | Giappone                                   |
| Totale                        |                                  |           | 8     |                                            |

## Podi
| Evento                      | Oro | Argento | Bronzo |
| Torneo maschile (dettagli)  | Atleti Olimpici dalla Russia Artyom Zub Vladislav Gavrikov Ivan Telegin Sergei Mozyakin Sergei Andronov Pavel Datsyuk Sergej Kalinin Mikhail Grigorenko Vjačeslav Vojnov Andrei Zubarev Ilya Kablukov Igor Shestyorkin Ilya Sorokin Egor Yakovlev Sergei Shirokov Alexey Marchenko Bogdan Kiselevich Ilya Kovalchuk Nikolai Prokhorkin Kirill Kaprizov Vasily Koshechkin Vadim Shipachyov Nikita Nesterov Alexander Barabanov Nikita Gusev | Germania Daryl Boyle Christian Ehrhoff Brooks Macek Marcus Kink Matthias Plachta Frank Mauer Danny aus den Birken Yannic Seidenberg Patrick Reimer Björn Krupp Jonas Müller Yasin Ehliz Gerrit Fauser Dennis Endras Frank Hördler Patrick Hager Timo Pielmeier Felix Schütz Marcel Goc Dominik Kahun Sinan Akdag Leonhard Pföderl David Wolf Moritz Müller Marcel Noebels    | Canada Karl Stollery Chris Lee Chay Genoway Gilbert Brulé Wojtek Wolski Derek Roy Chris Kelly Rob Klinkhammer Brandon Kozun Quinton Howden René Bourque Marc-André Gragnani Andrew Ebbett Mason Raymond Eric O'Dell Stefan Elliott Cody Goloubef Ben Scrivens Kevin Poulin Justin Peters Mat Robinson Maxim Lapierre Maxim Noreau Linden Vey Christian Thomas |
| Torneo femminile (dettagli) | Stati Uniti Lee Stecklein Cayla Barnes Megan Keller Kali Flanagan Monique Lamoureux Emily Pfalzer Meghan Duggan Haley Skarupa Kelly Pannek Brianna Decker Jocelyne Lamoureux Gigi Marvin Hannah Brandt Hilary Knight Kacey Bellamy Sidney Morin Dani Cameranesi Kendall Coyne Amanda Kessel Nicole Hensley Alex Rigsby Maddie Rooney Amanda Pelkey                                                                                         | Canada Shannon Szabados Meghan Agosta Jocelyne Larocque Brigette Lacquette Lauriane Rougeau Rebecca Johnston Laura Stacey Laura Fortino Jenn Wakefield Jillian Saulnier Meaghan Mikkelson Renata Fast Mélodie Daoust Bailey Bram Brianne Jenner Sarah Nurse Haley Irwin Natalie Spooner Emily Clark Marie-Philip Poulin Geneviève Lacasse Ann-Renée Desbiens Blayre Turnbull | Finlandia Eveliina Suonpää Meeri Räisänen Noora Räty Isa Rahunen Rosa Lindstedt Jenni Hiirikoski Mira Jalosuo Ella Viitasuo Minnamari Tuominen Ronja Savolainen Venla Hovi Linda Välimäki Annina Rajahuhta Riikka Välilä Petra Nieminen Emma Nuutinen Sanni Hakala Noora Tulus Sara Säkkinen Saila Saari Michelle Karvinen Tanja Niskanen Susanna Tapani      |